# Steve Smith (músic)
|  | Aquest article tracta sobre bateria nord-americà. Vegeu-ne altres significats a «Steve Smith». |

Steve Smith   (Whitman, 21 d'agost de 1954) és un bateria estatunidenc de jazz, rock i pop, conegut principalment per la seva col·laboració amb el grup nord-americà Journey durant els anys 1979-1985 i 1996-1998.

## Primers anys
Smith va rebre la seva primera bateria als dos anys i el 1963 va començar a prendre classes formals amb el professor de bateria local de Boston, Bill Flanagan, que tocava en grans bandes a l'era del swing. Smith va tenir la seva primera bateria "real" quan tenia 12 anys. Moltes nits, es podia escoltar a Steve practicant en un petit cobert al pati del darrere de la seva casa de Harvard Street. Smith va actuar al programa habitual de bandes escolars i bandes de garatge durant la seva adolescència, inclòs Clyde, una sensació de South Shore, però també va començar a ampliar la seva experiència interpretant tocant en una banda de concerts professional i la big band del Bridgewater State College local.

## Estil musical
Destaquen les seves interpretacions als discs, Escape (1981), d'on surt el senzill "Open Arms" (inclòs a la banda sonora del film Heavy Metal), i Frontiers (1983).
Té un estil característic per la seva manera de combinar les formes rítmiques del rock amb les més creatives del jazz. Va proporcionar al grup Journey una àmplia gamma de patrons rítmics, més enllà del compàs bàsic 4/4 del rock, afegint-hi compassos combinats i figures sincopades.
Ha tingut diversos reconeixements a la revista Modern Drummer i ha participat en el festival que organitza aquesta publicació. També va participar en el Buddy Rich Memorial Festival.
Hi ha un DVD amb el títol WSteve Smith Drum Legacy, Standing on the shouldres of Giants", editat per Hudson Music-instructional Drum DVD´s (hudsonmusic.com).
Actualment la seva carrera es mou més dins del món del jazz.

## Carrera
Es va graduar de secundària l'any 1972, i als 19 anys es va unir a la Lin Biviano Big Band, tocant amb ells durant dos anys. Després de l'escola secundària, Smith va assistir al "Berklee College of Music" i va estudiar amb Alan Dawson. A principis dels anys 90, va estudiar amb Freddie Gruber. Va gravar i va fer una gira amb el violinista de jazz Jean-Luc Ponty el 1977–78. Va ser el bateria de l'àlbum Focus Focus con Proby (1978) i va tocar amb Ronnie Montrose. De 1978 a 1985, va ser el bateria de la banda de rock Journey. Va deixar la banda el 1985, però va tornar el 1995 per a l'àlbum de retorn de la banda, Trial by Fire. Mentrestant, va actuar amb "Journey offshoot The Storm". El 2015, es va tornar a incorporar a Journey, però va ser acomiadat del grup (juntament amb el baixista Ross Valory) el març de 2020.
Des de 1977, Smith dirigeix el seu propi grup de jazz, "Vital Information". El bateria Neil Peart de Rush el va convidar l'any 1994 a actuar a Burning for Buddy: A Tribute to the Music of Buddy Ric, un àlbum tribut a Buddy Rich, que va inspirar els dos bateria. Smith va gravar la cançó "Nutville" i va ser convidat per a l'àlbum tribut seqüela, Burning for Buddy: A Tribute to the Music of Buddy Rich, Vol. 2, per al qual va gravar "Moment's Notice". Va gravar dos àlbums amb Buddy's Buddies, un quintet format per músics que van tocar amb Rich. El 2007, Smith i Buddy's Buddies van passar a anomenar-se "Steve Smith's Jazz Legacy". La banda ret homenatge a molts grans bateristes de jazz a més de Buddy Rich. El 1989, Smith va encapçalar el Concert de beques "Buddy Rich Memorial" celebrat a la ciutat de Nova York, fent un duet amb el bateria Marvin "Smitty" Smith. Smith va llançar dos àlbums, Very Live at Ronnie Scott's Set One i Set Two, per a Tone Center, gravats al club de Ronnie Scott a Londres.
El 2001, la revista "Modern Drummer" va nomenar Smith com un dels 25 millors bateristes de tots els temps. Durant l'any següent, va ser votat al "Modern Drummer Hall of Fame". El 2003, el seu DVD Steve Smith Drumset Technique – History of the U.S. Beat va ser votat com el DVD educatiu número 1 de l'any.
Ha treballat com a músic de sessió per a Mariah Carey, Andrea Bocelli, Elisa, Vasco Rossi, Zucchero, Savage Garden, Bryan Adams, Zakir Hussain i Sandip Burman. A més, ha tocat amb músics de jazz com Steps Ahead, Wadada Leo Smith, Tom Coster, Ahmad Jamal, Dave Liebman, Larry Coryell, Victor Wooten, Mike Stern, Randy Brecker, Scott Henderson, Frank Gambale, Stuart Hamm, Dweezil Zappa, Anthony Jackson, Aydın Esen, Torsten de Winkel, George Brooks, Michael Zilber, Steve Marcus, Andy Fusco, Kai Eckhardt, Lee Musiker, Howard Levy, Oteil Burbridge, Jerry Goodman, Tony MacAlpine, Hiromi Uehara i Bill Evans.

## Equipament
Smith avala la bateria Sonor, els parells Remo, els plats Zildjian, les baquetes Vic Firth i el maquinari de Drum Workshop i els pedals de bombo.

## Discografia

### Com a líder
- 1994 Distant Lands (CD Baby/desertnight)
- 1999 Steve Smith & Buddy's Buddies (Tone Center)
- 2003 Reimagined, Vol. 1: Jazz Standards (Bluejay)
- 2003 Very Live at Ronnie Scott's London, Set 1 (Tone Center)
- 2003 Very Live at Ronnie Scott's London, Set 2 (Tone Center)
- 2005 Sky (Allegro/Tala)
- 2005 Flashpoint (Tone Center)
- 2005 Lovin' You More (That Big Track) (CR2)
- 2008 This Town (G.A.S.)
- 2015 Then and Now (Audio & Video Labs)

### Com a membre/co-líder
Amb la banda Journey
- 1979 Evolution (àlbum)
- 1980 Departure (àlbum)
- 1980 Dream, After Dream
- 1981 Captured (àlbum)
- 1981 Escape (àlbum)
- 1983 Frontiers (àlbum)
- 1986 Raised on Radio
- 1996 Trial by Fire (àlbum)

Amb Vital Information
- 1983 Vital Information
- 1984 Orion
- 1987 Global Beat
- 1988 Fiafiaga
- 1991 Vitalive!
- 1992 Easier Done Than Said
- 1996 Ray of Hope
- 1998 Where We Come From
- 2000 Live Around the World
- 2001 Live from Mars
- 2002 Show 'Em Where You Live
- 2004 Come on In
- 2007 Vitalization
- 2012 Live! One Great Night (BFM Jazz)
- 2015 Viewpoint (BFM Jazz)
- 2017 Heart of the City (BFM Jazz)[5]

Amb Steps Ahead
- 1986 Live in Tokyo 1986
- 1989 N.Y.C.
- 1992 Yin-Yang
- 2016 Steppin' Out

Amb Vital Tech Tones - amb Scott Henderson i Victor Wooten 
- Vital Tech Tones (àlbum) (Tone Center, 1998)
- VTT2 (Tone Center, 2000)

Amb Steve Smith's Jazz Legacy
- 2008 Live on Tour, Vol. 1
- 2009 Live on Tour, Vol. 2

Amb d'altres
- 1987 Players amb T. Lavitz, Jeff Berlin i Scott Henderson
- 1990 Ten (Y&T àlbum), Y&T
- 1990 The Storm, The Storm (American band)
- 1998 Cause and Effect amb Larry Coryell i Tom Coster
- 2016 Groove: Blue amb Tony Monaco i Vinny Valentino (Q-Rious)

### Com a sideman
Amb Jeff Berlin
- 1985 Champion
- 1998 Crossroads

Amb Frank Gambale
- 1987 A Present for the Future
- 1991 Note Worker
- 1998 Show Me What You Can Do
- 2000 The Light Beyond
- 2002 GHS3

Amb els músics Henry Kaiser i Wadada Leo Smith
- 2004 Yo Miles: Sky Garden
- 2005 Yo Miles: Upriver
- 2010 Yo Miles: Lightning
- 2010 Yo Miles: Shinjuku

Amb Neal Schon
- 1982 Here to Stay amb Jan Hammer
- 1989 Late Nite
- 1995 Beyond the Thunder
- 1997 Electric World
- 2012 The Calling
- 2015 Vortex

Amb d'altres
- 1977 Focus con Proby, Focus
- 1977 Enigmatic Ocean, Jean-Luc Ponty
- 1986 Edge of Insanity, Tony MacAlpine
- 1989 Richie Kotzen (àlbum), Richie Kotzen
- 1989 Metropolis, Turtle Island String Quartet
- 1991 Emotions (Carey àlbum), Mariah Carey
- 1994 Thonk, Michael Manring
- 1995 Spirito DiVino, Zucchero
- 1999 The Stranger's Hand (àlbum), amb Jerry Goodman, Howard Levy, i Oteil Burbridge
- 2000 Room Full of Fools, Kevin Coyne
- 2001 Count's Jam Band Reunion, Larry Coryell
- 2001 Chromaticity (àlbum), Tony MacAlpine
- 2004 Andrea (àlbum), Andrea Bocelli[7]